# 1258
Cette page concerne l'année 1258  du calendrier julien.
L'année 1258 est une année commune qui commence un mardi.

## Climat
- En octobre 2013, une équipe de chercheurs menée par le Français Jean-Christophe Komorowski, professeur à l’Institut de physique du globe de Paris, localise l'éruption du Samalas en 1257 sur l'île de Lombok en Indonésie, et la qualifie en raison de sa rare violence[1], d'ultraplinienne, « une des plus grosses éruptions volcaniques des derniers 7 000 ans ».  Un nuage de cendre, de gaz sombre et toxique avec la présence des aérosols dans l’atmosphère provoqua une année sans été en 1258, avec froid et famines sur toute l'Europe, tuant environ 15 000 personnes à Londres[2]. Les Annales de Spire décrivent le brouillard ambiant par le terme Munkeliar (année des brouillards).  En France un texte de l'historien Richer décrit des récoltes dévastées. Un texte médiéval rédigé en vieux javanais sur des feuilles de palmier, la Babad Lombok, laquelle relate une éruption phénoménale alors qu'un poème javanais relate elle aussi « une éruption phénoménale ». On parle alors d'Hiver volcanique. Au Japon, un été également très froid, des pluies diluviennes et une grande famine sont décrites par le moine bouddhiste Nichiren et la chronique de l'Azuma Kagami. Cela va se traduire par des milliers de morts[3].

## Événements
- 29 janvier - 10 février : bataille de Bagdad entre le Califat et les Mongols[4].
- 13 février : les Mongols de Houlagou Khan entrent dans Bagdad et mettent la ville à sac pendant 17 jours (la ville compte un million d'habitants) et mettent fin au califat abbasside. Les combattants musulmans, malgré l’intervention du calife, sont exterminés dès qu’ils ont déposé les armes. La ville est pillée, ses monuments détruits, ses quartiers incendiés, sa population massacrée (entre 90 000 et un million de personnes selon les sources). Seule la communauté chrétienne de la cité est épargnée grâce à l’intercession de la femme du khan[5].
- 20 février : le dernier calife abbasside de Bagdad, Musta'sim Bi-Llah, est exécuté par étouffement[5].
- Mars-avril[6] : Houlagou Khan se rend ensuite vers Hamadhan et l’Azerbaïdjan et installe ses résidences à Tabriz et à Maragha, en Azerbaïdjan, où il utilise les riches pâturages de Moghan et d’Arran pour faire paître ses haras sauvages.
- Mars : le roi d’Annam Trần Thái Tông accepte la suzeraineté des Mongols[5]. Il abdique en faveur de son fils Trần Thánh Tông qui règne sur le Đại Việt (Viêt Nam) jusqu'en 1279.

- 24 juin[7] : victoire navale de Venise sur Gênes à Acre.
- 30 juillet : début du règne de Abou Youssef Yacoub, roi marinide du Maroc (jusqu'en 1286). Il succède à son frère Abou Yahia[8]. Les Marinides règnent sur tout le Maroc à l’exception de Marrakech, toujours aux mains des Almohades.
- Septembre : lors d'un qurultay réuni en Mongolie, Möngke décide d'attaquer la Chine des Song du Sud[5].
- Octobre : les armées de Möngke pénètrent dans le Sichuan. Après les premières victoires, il est contraint d’assiéger les forteresses[5].

- Koubilaï Khan soumet définitivement la Corée[9].

### Europe
- 19 janvier : Charles d'Anjou acquiert le comté de Vintimille[10].

- 11 mai : le traité de Corbeil signé entre Louis IX de France et Jacques Ier d'Aragon fixe la frontière franco-aragonaise au sud des Corbières[11].
- 28 mai : 
  - Alexandre IV adresse de Viterbe trois bulles aux archevêques de Bourges et de Reims, d'une part, de Bordeaux et de Tours, d'autre part, ainsi qu'à ceux de Sens et de Bourges à nouveau, leur prescrivant d'édicter des sanctions canoniques contre les perturbateurs et les spoliateurs laïques ou ecclésiastiques des biens de l'abbaye de Saint-Denis[12].
  - Le roi de France Saint Louis signe le traité de Paris avec Henri III d'Angleterre qui renonce à l'Anjou, la Normandie, la Touraine, le Maine et le Poitou en échange de domaines dans les diocèses de Limoges, Cahors et Périgueux[13].
- 11 juin[14] : signature des statuts ou provisions d'Oxford. 
  - Début d'une révolte des barons anglais contre le roi (jusqu'en 1265). Les barons anglais, dirigés par Simon de Montfort, comte de Leicester, qui s’opposent aux initiatives du roi Henri III en Sicile et à son choix de conseillers étrangers (Poitevins et Savoyards), se révoltent contre lui. Ils l’obligent à signer les provisions d'Oxford qui limitent le pouvoir royal (institution d’un Parlement et d’un conseil permanent élu pour gouverner le pays) et à renvoyer les conseillers étrangers. En contrepartie, le baronnage limite ses turbulences en entrant dans les conseils gouvernementaux.
- Juillet : charte de fondation de la citadelle de La Mothe-en-Bassigny[15].

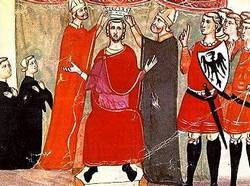
11 août : couronnement de Manfred Ier de Sicile.

- 11 août[16] : début du règne de Manfred Ier de Sicile, roi de Naples et de Sicile (jusqu'en 1266). Il se fait couronner à Palerme à la suite de la rumeur infondée de la mort du roi Conradin, puis refuse de rendre la couronne.
- 16 août[17] : à la mort de Théodore II Lascaris son fils mineur Jean IV Lascaris lui succède sur le trône de Nicée, sous la régence de Georges Muzalon et Arsène Autorianos (jusqu'en 1261)[18]
- 1er décembre : Michel VIII Paléologue est proclamé empereur de Nicée associé à Magnésie (jusqu'en 1282)[19].
- Coalition entre l’Épire, Manfred de Sicile et le prince d’Achaïe Guillaume II de Villehardouin contre l’empire de Nicée[20].
- Étienne Boileau est nommé prévôt de Paris. Il rédige le « Livre des Métiers »[21].